# Río Pucón
El río Pucón, también es conocido como río Minetúe. es un curso natural de agua que continúa el trayecto del río Trancura con el nuevo nombre a partir de la cercanía del lago Menetué, en la Región de la Araucanía, con dirección general oeste hasta desembocar en el lago Villarrica, al margen de la ciudad de Pucón.

## Trayecto
Recibe por su derecha las aguas del río Carrileufú (Pucón).: 149 

## Caudal y régimen
En la cuenca del río Pucón, desde su nacimiento en las cabeceras en la divisoria de las aguas hasta su desembocadura en el lago Villarrica incluyendo el río Liucura, se observa un régimen pluvio–nival, con sus crecidas invernales, producto de las lluvias, y en menor medida en primavera, producto de una leve influencia nival. En años lluviosos las crecidas ocurren entre mayo y julio, producto de aportes pluviales. Sin embargo, los caudales provenientes de aportes nivales, observados entre octubre y diciembre, también presentan valores de importancia. En años normales y secos la influencia pluvial sigue siendo mayor que la nival, observándose los mayores caudales entre
junio y agosto. El período de bajos niveles de agua se presenta en el trimestre dado por los meses de enero a marzo.: 54 

## Historia
Luis Risopatrón lo describe en su Diccionario Jeográfico de Chile (1924) sobre el río:: 111 
Pucon o Minetúe (Rio). 39° 20' 71° 48' Es formado por el de Maichin i el de Trancura, corre al W con mui poca pendiente i atraviesa zonas mas o menos estensas de bosques, interceptadas por ,pampas cubiertas de matorrales, en un valle en que él bosque es mas i mas tupido, a medida que sube las faldas de los cerros; se vácia en el estremo E del lago de Villarrica. 134; i 156; del Pucón en 62, i, p. 90; valle de Pucon en 120, p. 196 i 283; i rio Minetúe en las p. 56 i 194.